# Stefan Mählqvist
Aron Stefan Mählqvist, född 7 augusti 1943 i Nyköpings västra församling, Södermanlands län, död 18 augusti 2024 i Sankt Matteus distrikt i Stockholm, var en svensk litteraturvetare, författare, översättare och programledare. 
Mählqvist var docent vid litteraturvetenskapliga institutionen på Uppsala universitet, med speciellt intresse för barn- och ungdomslitteratur samt litteratursociologi. Han var under många år programledare i TV-programmet Boktipset. Han var under en period gift med Karin Johannisson.